# Xamiatus
Genre
Xamiatus est un genre d'araignées mygalomorphes de la famille des Microstigmatidae.

## Distribution
Les espèces de ce genre sont endémiques d'Australie. Elles se rencontrent au Queensland et en Nouvelle-Galles du Sud.

## Liste des espèces
Selon World Spider Catalog (version 21.0, 27/06/2020) :
- Xamiatus bulburin Raven, 1981
- Xamiatus ilara Raven, 1982
- Xamiatus kia Raven, 1981
- Xamiatus magnificus Raven, 1981
- Xamiatus rubrifrons Raven, 1981

## Publication originale
- Raven, 1981 : A review of the Australian genera of the mygalomorph spider subfamily Diplurinae (Dipluridae : Chelicerata). Australian Journal of Zoology, vol. 29, no 3, p. 321-363.